# Старый Ошмес
Старый Ошмес — деревня в Можгинском районе Удмуртии, входит в Нышинское сельское поселение. Находится в 12 км к юго-западу от Можги и в 87 км к юго-западу от центра Ижевска.

## История
Первое упоминание деревни датируется 1802 годом. На тот момент она принадлежала Вятской губернии, и называлась "Ключ большой Ныши-Какси". Деревня состояла из 9 дворов. Русские жители приехали в село примерно в 1846 году. Уже к середине XIX века было 25 дворов и около 190 жителей. Деревня находилась в десяти верстах от церкви и семи верстах от школы. Также в деревне имелись две мельницы.
После Гражданской войны в России деревня перешла в состав Вотской Автономной Области. Во время Великой Отечественной Войны из Старого Ошмеса было отправлено на фронт 17 человек. После Распада СССР деревня перешла в состав Республики Удмуртии, Россия.

## География
В деревне есть одна улица : Староошмесская. Располагается рядом с рекой Нышей. Расстояние от администрации Нышинского сельского поселения до деревни около 2 км.